# Битје (Сена и Марна)
Битје (фр. Buthiers) насеље је и општина у Француској у региону Париски регион, у департману Сена и Марна која припада префектури Фонтенбло.
По подацима из 2011. године у општини је живело 756 становника, а густина насељености је износила 32 становника/km². Општина се простире на површини од 19,67 km². Налази се на средњој надморској висини од 92 метара (максималној 122 m, а минималној 70 m).

## Демографија
| 1962. | 1968. | 1975. | 1982. | 1990. | 2011. |
| ----- | ----- | ----- | ----- | ----- | ----- |
| 547   | 548   | 529   | 562   | 668   | 756   |

График промене броја становника у току последњих година